# Đường dây nóng Seoul – Bình Nhưỡng

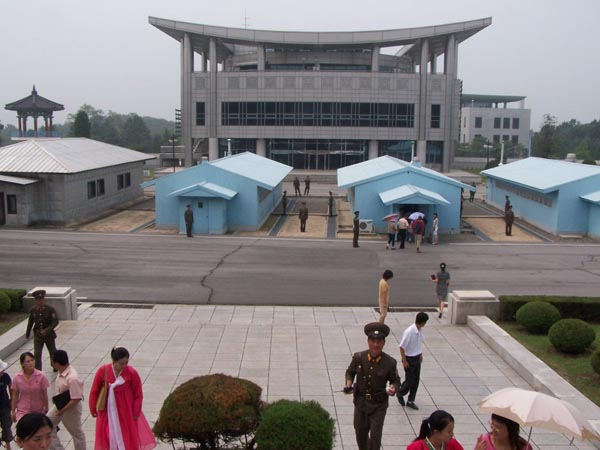
Trong bối cảnh: Ngôi nhà Tự do của Hàn Quốc trong Khu vực An ninh Chung (JSA), nơi đặt trạm đầu cuối của đường dây nóng biên giới Chữ thập đỏ của Hàn Quốc

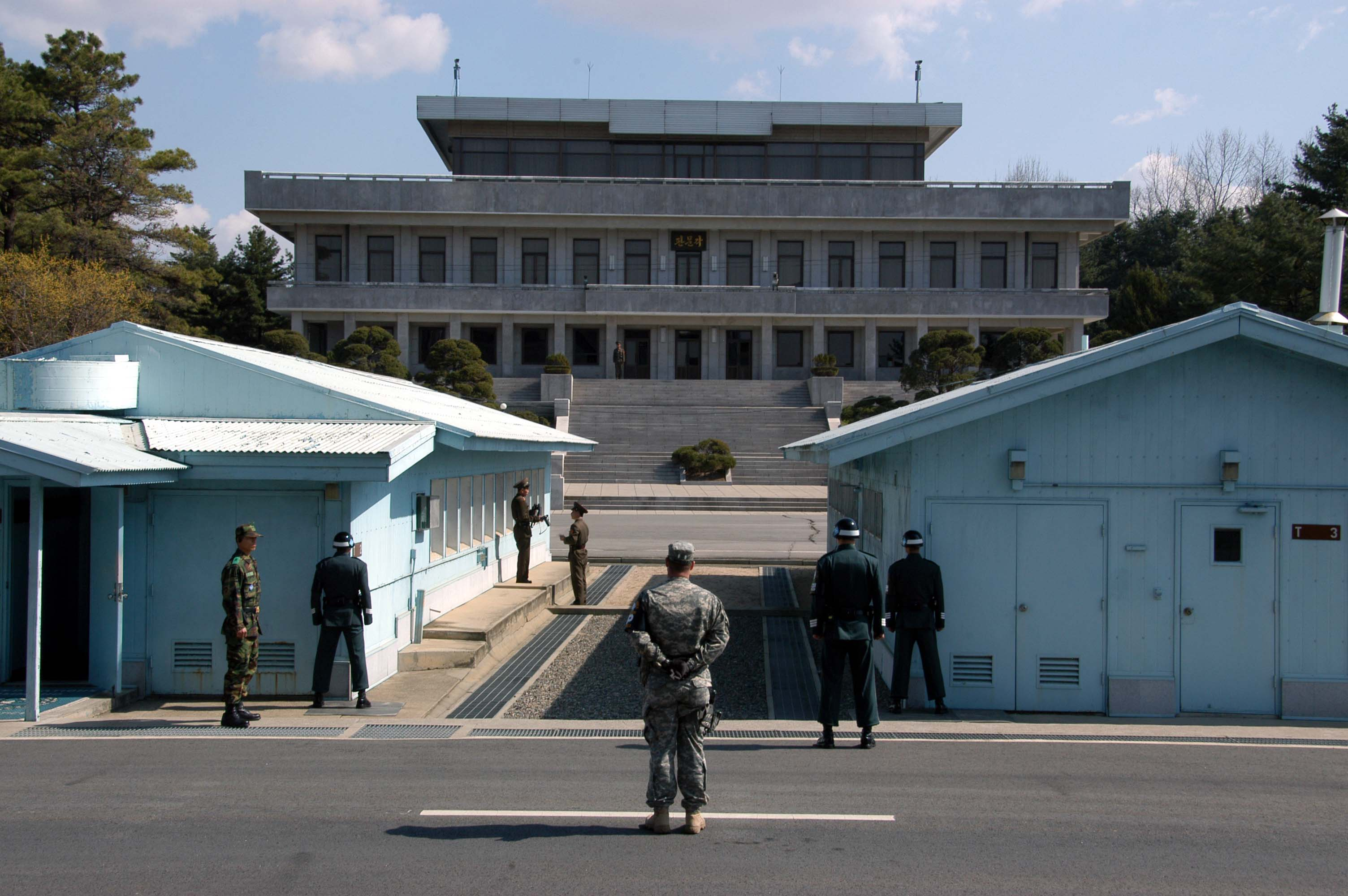
Tòa nhà Panmungak của Triều Tiên trong Khu vực An ninh Chung (JSA), nơi có ga cuối của đường dây nóng biên giới Chữ Thập Đỏ của Triều Tiên

Đường dây nóng Seoul – Bình Nhưỡng thực tế không phải là một đường dây nóng duy nhất vì có hơn 40 đường dây điện thoại kết nối Bắc Triều Tiên và Hàn Quốc. Hầu hết chúng chạy qua Khu vực an ninh chung Bàn Môn Điếm (JSA) trong Khu phi quân sự Triều Tiên (DMZ) và được duy trì bởi Hội Chữ thập đỏ.

## Cấu hình
Đường dây nóng biên giới ở khu vực Bàn Môn Điếm có các thiết bị đầu cuối đặt tại Nhà Tự do ở phía Hàn Quốc và trong tòa nhà Panmungak ở phía Bắc Triều Tiên. Các thiết bị đầu cuối bao gồm một màn hình máy tính với các thiết bị cầm tay điện thoại màu đỏ và xanh lá cây.
Tổng cộng, có 33 đường dây viễn thông giữa Bắc Triều Tiên và Hàn Quốc chạy qua Bàn Môn Điếm. Năm trong số chúng được sử dụng để liên lạc hàng ngày, 21 đường dây được dùng cho các cuộc đàm phán giữa hai nước, 2 đường dây dùng để xử lý giao thông hàng không, 2 đường dây dùng cho cho vận tải biển và còn lại 3 đường dây dùng cho hợp tác kinh tế.
Ngoài ra, có 15 đường dây điện thoại chạy bên ngoài Bàn Môn Điếm vì lý do địa lý. Chúng bao gồm các tuyến giữa các cơ quan quân sự và tuyến đường sắt liên Triều giữa ga Dorasan ở phía Nam và ga Panmun ở phía Bắc.

## Lịch sử
Đường dây nóng đầu tiên được thành lập vào tháng 9 năm 1971 để cho phép Hội Chữ thập đỏ Bắc Triều Tiên và Hàn Quốc đàm phán với nhau. Về nguyên tắc, các đường dây khác đã được đồng ý tại Cuộc họp chung ngày 4 tháng 7 năm 1972 giữa hai quốc gia này và nó được bắt đầu hoạt động vào ngày 18 tháng 8 năm 1972. Nhiều đường dây khác cũng đã được thành lập trong suốt những năm 1990 và 2000.
Các đường dây nóng đã bị Triều Tiên đơn phương ngắt kết nối bảy lần: vào các năm 1976, 1980, 1996, 2008, 2010, 2013 và 2016. Mỗi lần như vậy, các đường dây được kết nối lại sau một thời gian.
Vào năm 2013, Triều Tiên đã ngắt đường dây nóng trong khoảng thời gian từ ngày 11 tháng 3 đến ngày 3 tháng 7, khi nước này rút khỏi trận đình chiến năm 1953 và hủy bỏ các hiệp ước không gây hấn với Hàn Quốc. Điều này nhằm đối phó với căng thẳng gia tăng giữa Triều Tiên, Hàn Quốc và Hoa Kỳ. Theo một quan chức chính phủ Hàn Quốc vào ngày 11 tháng 3 năm 2013, một cuộc gọi đã được thực hiện "lúc 9 giờ sáng và không có phản hồi". Triều Tiên cũng đã mở lại đường dây nóng vào ngày 7 tháng 6 năm 2013.
Vào tháng 2/2016, Triều Tiên đã cắt liên lạc đường dây nóng sau khi Hàn Quốc đình chỉ hợp tác giữa hai nước trong Khu công nghiệp Kaesong như một phản ứng trước vụ thử vũ khí hạt nhân của Triều Tiên. Sau bài diễn văn năm mới của Kim Jong-un, đường dây nóng đã được mở lại vào ngày 3 tháng 1 năm 2018.
Vào ngày 20 tháng 4 năm 2018, một đường dây nóng kết nối Tổng thống Moon Jae-in với nhà lãnh đạo Triều Tiên Kim Jong-un đã được lắp đặt, một tuần trước khi diễn ra hội nghị thượng đỉnh lịch sử ngày 27 tháng 4 của họ. Đường dây liên lạc trực tiếp đã được thiết lập giữa văn phòng của ông Moon tại Cheong Wa Dae và văn phòng của ông Kim tại Ủy ban Các vấn đề Nhà nước.